# 野辺地正之
野辺地 正之（野邊地正之、のべち まさゆき、1921年8月15日-2005年2月2日）は、日本の心理学者。
東京府（現中野区）出身。同志社大学卒業。1966年「自我の変容に関する心理学的研究」で京都大学教育学博士。同志社大学文学部助教授、教授。1992年定年退任、名誉教授。1998年勲三等瑞宝章受勲。

## 著書
- 『中学生の心理と教育』学芸図書出版社 1950　のち春秋社
- 『ティーン・エイジャー』三一新書 1956
- 『青年の自我と人格』峯書房 1962
- 『自我 その形成と変容』峯書房 1964

### 翻訳
- ポール・トゥルニエ『強い人と弱い人』ヨルダン社　1968　のち日本キリスト教団出版局
- ポール・トゥルニエ『結婚の障害 愛による連帯を求めて』ヨルダン社 1970
  - 改題『結婚の祝福と課題 愛による連帯を求めて』日本キリスト教団出版局 2009
- ポール・トゥルニエ『秘密』ヨルダン社 1971

## 参考
- 野辺地正之先生の略歴及び主要業績 (野辺地正之先生,オ-テス・ケ-リ先生退職記念論文集) 文化学年報 1992-02
- 『現代日本人名録』2002年
- 野辺地正之氏死去